# Kuta Selatan
Kuta Selatan (Süd Kuta) ist indonesischer Distrikt (Kecamatan) und eine Halbinsel im Regierungsbezirk Badung. Sie grenzt im Norden an den Kecamatan Kuta und ist ansonsten von der Balisee umgeben. Kuta Selatan ist ein Touristen- und Wohngebiet im Süden der indonesischen Insel Bali. Ende 2021 lebten hier 115.000 Menschen, damit ist es der zweitbevölkerungsreichste Distrikt hinter Mengwi.

## Verwaltungsgliederung
Kuta Selatan gliedert sich in sechs Dörfer, von denen die eine Hälfte ländlichen Charakter hat (Desa), während die andere Hälfte städtisch geprägt ist (Kelurahan). Die weitere Unterteilung lautet: 9 Desa Adat, 63 Banjar Dinas und 50 Banjar Adar.
| Kode PUM 1    | Dorf 2               | Fläche (km²) Ende 2021 | Einwohner Census 2010 | Einwohner Census 2020 | Einwohner Ende 2021 | Dichte Einw. pro km² |
| ------------- | -------------------- | ---------------------- | --------------------- | --------------------- | ------------------- | -------------------- |
| 51.03.05.2001 | Pecatu               | 26,51                  | 7.378                 | 13.713                | 8.261               | 311,62               |
| 51.03.05.2002 | Ungasan              | 16,01                  | 14.221                | 16.716                | 15.327              | 957,34               |
| 51.03.05.2003 | Kutuh                | 10,61                  | 3.606                 | 5.322                 | 5.102               | 480,87               |
| 51.03.05.1004 | Benoa                | 25,28                  | 39.570                | 41.722                | 37.346              | 1477,29              |
| 51.03.05.1005 | Tanjung Benoa        | 1,51                   | 6.767                 | 6.376                 | 5.766               | 3818,54              |
| 51.03.05.1006 | Jimbaran             | 23,50                  | 44.376                | 47.290                | 42.117              | 1792,21              |
| 51.03.05      | Kec. Kuta Selatan000 | 103,42                 | 115.918               | 131.139               | 113.919             | 1101,52              |
Ergebnisse aus Zählung:
2010 und 2020, Fortschreibung (Datenstand: Ende 2021)

## Bevölkerung

### Bevölkerungsentwicklung der letzten drei Halbjahre
| Datum      | Fläche (km²) | Einwohner | männlich | weiblich | Dichte (Einw./km²) | Sex Ratio (m*100/w) |
| ---------- | ------------ | --------- | -------- | -------- | ------------------ | ------------------- |
| 31.12.2020 | 101,93       | 107.083   | 53.386   | 53.697   | 1.050,6            | 99,4                |
| 30.06.2021 | 101,93       | 104.931   | 52.541   | 52.390   | 1.029,4            | 100,3               |
| 31.12.2021 | 102,00       | 113.919   | 56.707   | 57.212   | 1.116,9            | 99,1                |
Fortschreibungsergebnisse

## Bildung
In Kuta Selatan befindet sich seit 1986 der größte Campus der in Denpasar ansässigen Udayana-Universität.

## Tourismus
Südlich des Flughafens Bali gelegen ist die Halbinsel Kuta Selatan ist ein beliebtes Ziel für Touristen. Hier befindet sich der Garuda-Wisnu-Kencana-Kulturparks, in dem unter anderem die 121 m hohe Garuda-Wisna-Kencana-Statue steht. Viele bekannte Strände liegen in Kuta Selatan, wie beispielsweise Melasti, Nusa Dua, Padang Padang, Nyang Nyang und Pandawai. Der hinduistische Tempel Pura Luhur befindet sich ebenfalls in Kuta Selatan an den Klippen Uluwatus.